# Seifu Tura
Seifu Tura, auch: Tura Seifu Abdiwak, (* 19. Juni 1997) ist ein äthiopischer Langstreckenläufer. Er gewann 2021 den Chicago-Marathon.

## Erfolge
Ursprünglich war Tura auf die Mittelstrecke spezialisiert und gewann 2015 die 3000 m beim Janusz Kusociński Memorial in Stettin in einer Zeit von 7:56,22 min.
Im Jahr 2017 debütierte Tura über die Marathondistanz beim JoongAng Seoul Marathon und belegte mit einer Zeit von 2:09:26 h den zweiten Platz.
Nach der sehr guten Zeit von 2:04:44 h beim siebten Platz beim  Dubai-Marathon 2018, gewann Tura den Mailand-Marathon 2018 in einer Zeit von 2:09:04 h und im selben Jahr 2018 auch den Shanghai-Marathon in einer Zeit von 2:09:18 h.
Im Jahr 2021 stellte Tura mit einem vierten Platz im Mailand-Marathon eine persönliche Marathon-Bestzeit von 2:04:29 h auf. 
Wenige Monate später gewann Tura 2021 den Chicago-Marathon in einer Zeit von 2:06:12 h.

## Persönliche Bestleistungen (Auswahl)
- Halbmarathon: 59:17 min, 25. August 2019 in Buenos Aires
- Marathon: 2:04:29 h, 16, Mai 2021 in Mailand